# Amaury Veray
Amaury Veray Torregrosa (1922-1995) fue pianista, profesor de música, musicólogo y uno de los compositores más famosos de Puerto Rico. Se le considera uno de los fundadores del nacionalismo musical puertorriqueño.
Nació el 14 de junio de 1922 en Yauco. Sus padres fueron Francisco Veray Marín y Margarita Torregrosa. Músico y compositor, estudió música con Olimpia Morel, hija del compositor Juan Morel Campos, y Emilio Bacó Pasarell. Sus primeras piezas musicales fueron Canción de cuna y Estampa fúnebre, compuestas a los 16 años. Cursó estudios en la Universidad de Puerto Rico, en la Academia de Santa Cecilia en Roma y en el Longy School of Music de Nueva Inglaterra. Trabajó para el Instituto de Cultura Puertorriqueña, para la División de Educación de la Comunidad y como profesor de música de la Universidad Católica de Ponce y el Conservatorio de Música de Puerto Rico. De 1952 a 1956 compuso música para muchas de las películas producidas por la División de Educación de la Comunidad. Fue un estudioso de la historia de la música puertorriqueña y escribió ensayos y monografías sobre dicho tema. En su música figuran también ballets y música liviana como " La carreta", "María Soledad", pero es más notable por su famoso "Villancico Yaucano". Publicó libros tales como Manuel Gregorio Tavárez, Soledad y plenitud (1960) y La misión social de la danza de Juan Morel Campos. También se le acredita el descubrimiento del compositor José Ignacio Quintón de Coamo.         